# Hololepta dyak
Hololepta dyak är en skalbaggsart som beskrevs av Lewis 1900. Hololepta dyak ingår i släktet Hololepta och familjen stumpbaggar. Inga underarter finns listade i Catalogue of Life.